# Grant (marque)
Pour les articles homonymes, voir Grant.

Logo de Grant

Grant est une marque américaine de vêtements et d'équipements de boxe créée par Grant Elvis Phillips et portée notamment par Roy Jones Jr., Evander Holyfield, Floyd Mayweather, Wladimir Klitschko et Chad Dawson et Gennady Golovkin (GGG) .
Le siège social de Grant Boxing Inc. est basée à Lenexa au Texas. Elle est le concurrent direct d'Everlast et Lonsdale.